# Över-Dammtjärnen
Över-Dammtjärnen är en sjö i Bergs kommun i Härjedalen och ingår i Ljungans huvudavrinningsområde. Sjön har en area på 0,0697 kvadratkilometer och ligger 571,2 meter över havet. Sjön avvattnas av vattendraget Ringbrynnsbäcken.

## Delavrinningsområde
Över-Dammtjärnen ingår i det delavrinningsområde (696597-138102) som SMHI kallar för Ovan Abborsjöbäcken. Medelhöjden är 602 meter över havet och ytan är 11,27 kvadratkilometer. Räknas de 7 avrinningsområdena uppströms in blir den ackumulerade arean 48,67 kvadratkilometer. Ringbrynnsbäcken som avvattnar avrinningsområdet har biflödesordning 2, vilket innebär att vattnet flödar genom totalt 2 vattendrag innan det når havet efter 294 kilometer. Avrinningsområdet består mestadels av skog (99 procent). Avrinningsområdet har 0,07 kvadratkilometer vattenytor vilket ger det en sjöprocent på 0,6 procent.